# 성채

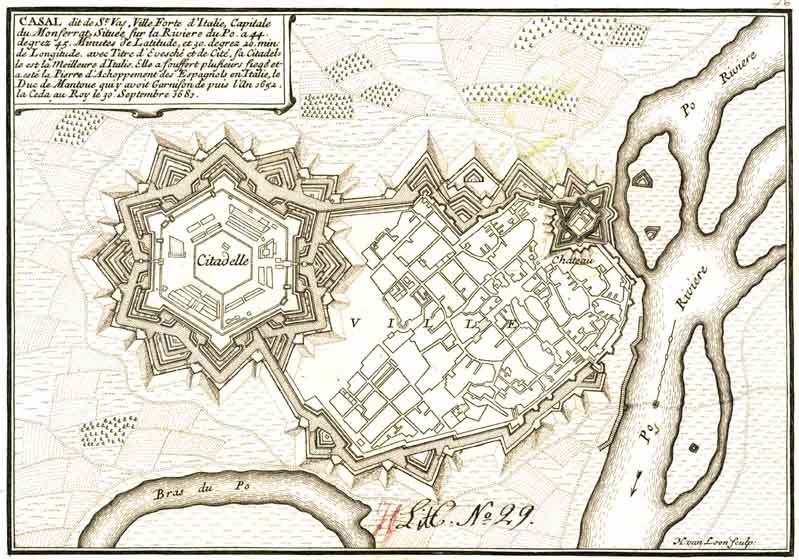
이탈리아 몬페라토의 읍성 평면도. 왼쪽의 육각 별 모양이 성채이고, 나머지 부분은 평상시 거주지다.

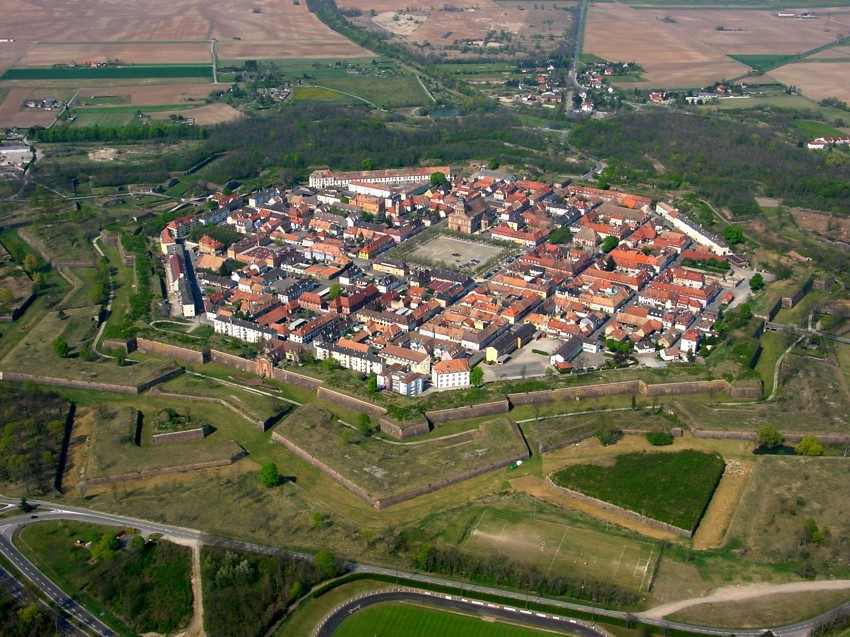
프랑스 알자스 지방 뇌프브히사슈의 성채. 세바스티앙 르 프레스트르 드 보방이 축성했으며, 성형요새이다.

성채(城砦, 영어: citadel 시타델[*])는 마을, 읍, 소도시 등 거주지의 일부로서 존재하는 요새다. 유사시 도시 방어의 핵심 역할을 하는 곳이다. "시타델"이라는 말은 "작은 도시(시티)"라는 뜻이다. 고대 그리스의 스파르타를 비롯한 도시국가들에서부터 이런 형태의 방어시설이 나타난다.
성채는 거주지 요새화에서 가장 강력한 부분이다. 도시 성곽 내부에 지어지기도 하지만 때로 성곽 경계 또는 성곽 밖에 지어지기도 한다. 성채는 도시의 최후 방어선으로, 다른 방어시설들이 모두 뚫렸을 때 시민과 방어군이 성채에 틀어박힌다. 한편, 성관에서 다른 곳보다 방벽이 높은 부분을 성채라고 칭하기도 한다. 성관의 성채는 성주가 거주하는 핵심부인 아성 바로 앞의 최후 방어선이다.

## 같이 보기
- 아크로폴리스
- 알카사르
- 푸젠 토루
- 크렘린
- 성 (건축)
- 성곽
- 안뜰 (성곽)